# Теодора Матейко
Корнелія Теодора Матейко, уроджена Гебултовська (31 березня 1846, Краков — 25 серпня 1896, Краків) — донька Антонія Ґібултовського та Пауліни, уродженої Сікорської, дружина польського художника Яна Матейка . Вона часто позувала для картин свого чоловіка, найчастіше як Бона Сфорца чи Барбара Радзивіловна .
Вона походила з родини Ґебултовських, друзів родини її майбутнього чоловіка. Після одруження з Яном Матейком, вони обоє оселилися в Кракові, де народилося їхніх п'ятеро дітей. Невдовзі після одруження Матейко Теодора захворіла на цукровий діабет, а в наступні роки — на психічне захворювання.

### Походження і молодість

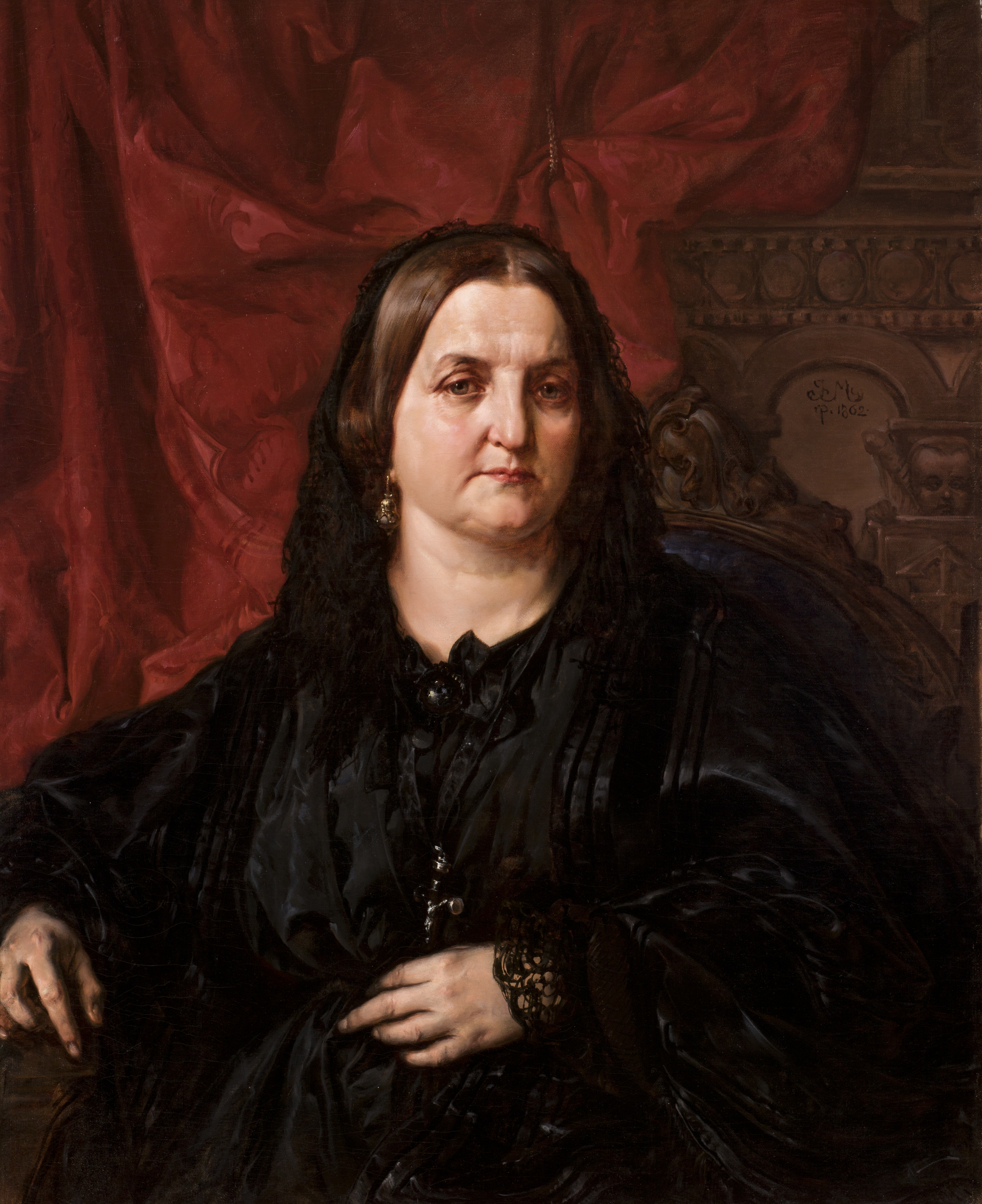
Портрет Пауліни Ґебултовської (матері Теодори), Яна Матейка

Теодора Ґебултовська була молодшою дитиною Антонія Ґебултовського, чиновника, та Пауліни, уродженої Сікорської. У неї було троє старших братів і сестер: Йоанна, Станіслав і Стефан. Стефан Ґебултовський загинув у битві під Мєховом під час Січневого повстання . Старший брат Теодори був священиком у Черніхові, а його сестра Йоанна вийшла заміж за Леонарда Серафінського в 1852 році і була матір'ю Станіслави Серафінської . Свого майбутнього чоловіка Яна Матейка Теодора знала з дитинства. Батько майбутнього художника, Францішек, навчав Ґебултовську та її племінників музики . У 1859 році помер батько Теодори, і сім'я Ґебултовських опинилася у скрутному фінансовому становищі. Вдовиної платні, яку отримувала Пауліна Ґебултовська, не вистачало на виховання дітей. У той час Теодора навчалася в пансіоні Подлевської, де разом із братом Стефаном брала уроки співу у Францішека Мірецького .

### Весілля з Яном Матейком
У липні 1863 року після пожежі у Вішничі Теодора разом із сестрою та Яном Матейком виїхала до Івоніча . Спільне перебування в Івонічі дуже зблизило майбутнє подружжя. У листах Леонарда Серафінського до дружини з'явилися перші відомості про «любовне захоплення» Матейка до Теодори . У листопаді 1863 року Матейко встановив регулярне листування з Ґебултовською. Восени 1864 року йшла підготовка до весілля. На момент оголошення Теодора переїхала до своєї матері до Кракова . Церемонія вінчання відбулася 21 листопада 1864 року в каплиці костелу Відвідин Пресвятої Діви Марії на Піску . Весільну сукню Теодори пошив бохнянський кравець Рипарк за кресленням Матейка. Церемонію вінчання молодої пари провів Станіслав Ґебултовський, брат Теодори. Хоча брати Матейка не хотіли бачити весілля Яна, на весіллі була вся родина Матейків. Подружжя жило в будинку родини Недзвецьких на вулиці Крупнича . Незабаром після весілля пара вирушила в подорож до Парижа . Після повернення Ян Матейко написав портрет дружини у весільній сукні .

### Перші роки шлюбу
28 жовтня 1865 року, на свято Юдія Тадеуша, Теодора народила свою першу дитину, сина Тадеуша. Хлопчика назвали на честь Тадеуша Рейтана, оскільки чоловік Теодори в той час писав картину «Рейтан — Падіння Польщі» . 13 квітня 1866 року помер брат Теодори, отець Станіслав, на честь якого чоловік Теодори написав картину «Воскресіння Лазаря» . Тоді у Теодори з'явилися перші ознаки хвороби. Лікарі порадили Теодорі лікуватися в Рабці, а потім у Криниці, куди подружжя разом із сином поїхало в серпні 1866 року. На початку квітня 1867 року Теодора народила доньку Гелену, а 1 березня 1869 року — Беату . Після народження трьох дітей Матейки переїхали в кам'яницю в стилі бароко на вулиці Флоріанській, куплену у братів і сестер Яна . У 1870 році діти тяжко хворіли, про що Теодора писала в листах до сестри . Саме тоді з'явилися перші ознаки сімейної кризи. У квітні під час візиту до сім'ї Віташевських Теодора різко посварилася з чоловіком і матір'ю. У червні 1871 року Теодора виїхала з дітьми до Вішнича, де оселилася в маєтку Пьотра Ґебултовського . 2 липня 1872 року подружжя тиждень пробуло у Львові, а в серпні виїхало до Рабки на лікування, рекомендованої лікарем Теодорі. Розвиток діабету та обжерливості призвели до того, що Теодора швидко набрала вагу протягом кількох років шлюбу . Повернувшись із Рабки, Матейки 2 вересня 1872 року поїхали до Стамбула, куди їх запросив двоюрідний брат Матейка, Генрик Гропплер . 27 липня 1873 року у Матейків народився другий син, якого назвали Єжи . У 1876 році подружжя придбало маєток Кшеславіце, який став місцем для сімейних ігор і відпочинку .

### Про «Кашталянку»

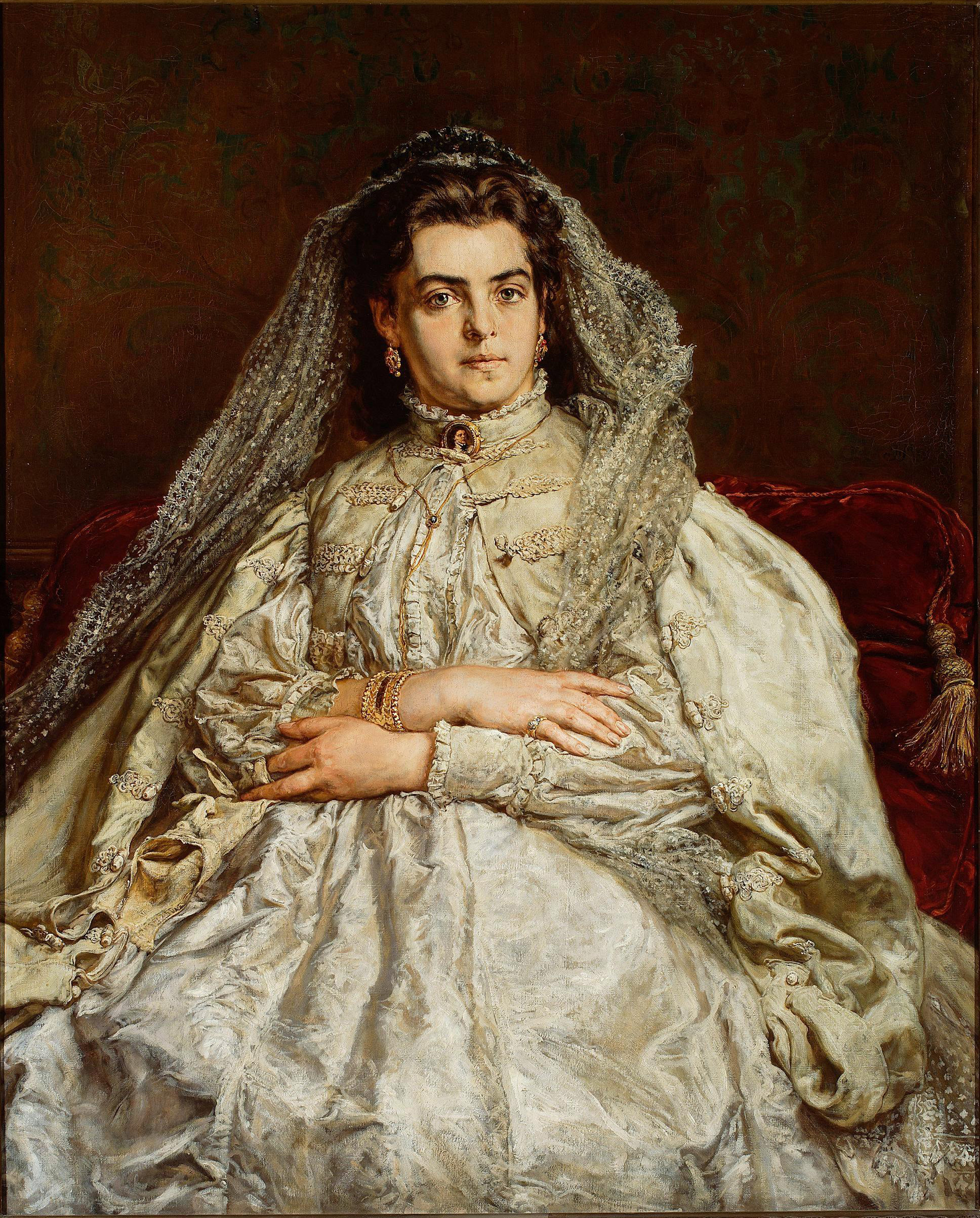
Портрет дружини у весільній сукні, Ян Матейко

У березні 1876 року Ян Матейко почав малювати «Кашталянку», для якої позувала племінниця Теодори Станіслава Серафінська. Знаючи про ревнощі дружини, Матейко таємно від неї написав картину. Тоді Теодора поїхала до Карлсбада та Францесбада . Хоча Матейко надсилав інформацію про свою мистецьку діяльність дружині, він не згадував їй про «Кашталянку» . Коли Теодора повернулася до Кракова, вона дізналася про картину і посварилася з чоловіком, після чого поїхала до матері у Вішнич. Незабаром вона повернулася додому, де в пориві гніву знищила свій портрет у весільній сукні, реконструйований Матейком через роки. Побоюючись, що його дружина також знищить портрет Станіслави, він зрізав чотири кути і сказав, що картина спалена . Після сварки через портрет Серафінської настрій у домі Матейків стає дедалі похмурішим. Матейко погрожував покінчити життя самогубством або розлучитися з дружиною. Незважаючи на сімейну кризу наприкінці вересня 1877 року, Теодора супроводжувала чоловіка в його першій поїздці до Варшави . 12 лютого 1878 року у Матейків народилася остання дитина — донька Регіна, яка померла 7 березня . Навесні 1881 року Теодора поїхала до Дрездена вчитися співу у Франческо Ламперті . 22 червня 1881 року померла мати Теодори, Пауліна Ґебултовська. Теодора не була присутня на похоронах, пославшись на хворобу сина Єжи .

### Психічна звороба; психічний розлад
У лютому 1882 року психічний стан Теодори погіршився, і після консультації з лікарями було вирішено помістити її в божевільню у Весолі . Під час перебування в установі Теодора писала листи сестрі з проханням звільнити її . Восени 1883 року вона покинула госпіталь і оселилася в Кшеславіце, проте перебувала під постійним медичним наглядом. У 1885 році вона отримала від львівського лікаря довідку про стан здоров'я та прислала до чоловіка адвоката, щоб звільнити її від судової опіки . У 1888 році, коли Теодора пішла на воду в Еггенбарг, краківські лікарі видали довідку про її психічну хворобу. У травні 1890 року Теодора знову опинилася під опікою. У 1891 році вона шантажувала родину, що не благословить свою доньку Гелену, яка виходила заміж за Юзефа Унєжиського, доки вона не буде звільнена від судового нагляду. Ян Матейко врешті прийняв умови Теодори .

### Останні роки
У вересні 1892 року молодша донька Теодори Беата вийшла заміж за Вінцентія Кірхмаєра, який походив із заможної краківської родини. Як і на весіллі Хелени, виникли неприємні сутички з Теодорою, яка відмовилася благословити молоду пару і запізнилася на церемонію вінчання . 1 листопада 1893 року Ян Матейко помер внаслідок внутрішньої кровотечі. Теодора була присутня при його смерті, яку дуже важко пережила. Матейка поховали 5 листопада 1893 року на Раковицькому цвинтарі в Кракові . У квітні 1896 р. Теодору лікував лікар Ґвяздоморський, а в серпні приїхала відвідати родину Серафінських у Коризнівці. На той момент вона вже була важко хвора на цукровий діабет, через що їй було важко ходити. Невдовзі за рекомендацією лікаря, який проводив лікування, їй довелося повернутися до Кракова. Теодора померла через два дні після повернення додому і була похована поруч із чоловіком на Раковицькому цвинтарі .

## Виноски
1. ↑  NUKAT — 2002.
2. ↑  MAK
3. ↑  J. Antecka, M. Buyko, Teodora, moja miłość. Życie codzienne Jana i Teodory Matejków, Olszanica 2014, s. 9.
4. ↑  Informacje o rodzinie Teodory Giebułtowskiej na podstawie: S. Serafińska, Jan Matejko. Wspomnienia rodzinne, Kraków 1958, tablica genealogiczna, wkładka między s. 604—605.
5. ↑  S. Serafińska, Jan Matejko. Wspomnienia rodzinne, Kraków 1958, s. 40.
6. ↑  S. Serafińska, Jan Matejko. Wspomnienia rodzinne, Kraków 1958, s. 86–87.
7. ↑  M. Szypowska, Jan Matejko wszystkim znany, Warszawa 1988, s. 121.
8. ↑  S. Serafińska, Jan Matejko. Wspomnienia rodzinne, Kraków 1958, s. 149.
9. ↑  M. Szypowska, Jan Matejko wszystkim znany, Warszawa 1988, s. 131.
10. ↑  S. Serafińska, Jan Matejko. Wspomnienia rodzinne, Kraków 1958, s. 151.
11. ↑  S. Serafińska, Jan Matejko. Wspomnienia rodzinne, Kraków 1958, s. 190.
12. ↑  M. Szypowska, Jan Matejko wszystkim znany, Warszawa 1988, s. 140—141.
13. ↑  S. Serafińska, Jan Matejko. Wspomnienia rodzinne, Kraków 1958, s. 236, 287—288.
14. ↑  B. Ciciora–Czwórnóg, Jan Matejko, Olszanica 2005, s. 6–7.
15. ↑  S. Serafińska, Jan Matejko. Wspomnienia rodzinne, Kraków 1958, s. 312—313.
16. ↑  S. Serafińska, Jan Matejko. Wspomnienia rodzinne, Kraków 1958, s. 346.
17. ↑  M. Szypowska, Jan Matejko wszystkim znany, Warszawa 1988, s. 204—205.
18. ↑  M. Szypowska, Jan Matejko wszystkim znany, Warszawa 1988, s. 207.
19. ↑  S. Serafińska, Jan Matejko. Wspomnienia rodzinne, Kraków 1958, s. 428.
20. ↑  B. Ciciora–Czwórnóg, Jan Matejko, Olszanica 2005, s. 8.
21. ↑  M. Szypowska, Jan Matejko wszystkim znany, Warszawa 1988, s. 276—277.
22. ↑  M. Szypowska, Jan Matejko wszystkim znany, Warszawa 1988, s. 279—280.
23. ↑  S. Serafińska, Jan Matejko. Wspomnienia rodzinne, Kraków 1958, s. 489.
24. ↑  S. Serafińska, Jan Matejko. Wspomnienia rodzinne, Kraków 1958, s. 659.
25. ↑  S. Serafińska, Jan Matejko. Wspomnienia rodzinne, Kraków 1958, s. 503—504.
26. ↑  S. Serafińska, Jan Matejko. Wspomnienia rodzinne, Kraków 1958, s. 512—514.
27. ↑  M. Szypowska, Jan Matejko wszystkim znany, Warszawa 1988, s. 381—382.
28. ↑  M. Szypowska, Jan Matejko wszystkim znany, Warszawa 1988, s. 382—383.
29. ↑  M. Szypowska, Jan Matejko wszystkim znany, Warszawa 1988, s. 387.
30. ↑  M. Szypowska, Jan Matejko wszystkim znany, Warszawa 1988, s. 427.
31. ↑  S. Serafińska, Jan Matejko. Wspomnienia rodzinne, Kraków 1958, s. 598—603.